# Václav Nedorost
Václav Nedorost (* 16. März 1982 in České Budějovice, Tschechoslowakei) ist ein tschechischer Eishockeyspieler, der seit Mai 2017 erneut beim HC České Budějovice aus der 1. Liga unter Vertrag steht.

## Karriere
Václav Nedorost wurde beim NHL Entry Draft 2000 in der ersten Runde an insgesamt 14. Runde von der Colorado Avalanche ausgewählt, blieb aber noch eine Spielzeit lang bei seinem Heimatverein HC České Budějovice in der tschechischen Extraliga.
In Nordamerika spielte er zunächst für die Hershey Bears, dem Farmteam von Colorado, in der American Hockey League und überzeugte dort durch starke Leistungen, was ihm noch in derselben Saison einen Platz im NHL-Team einbrachte. Nach zwei Spielzeiten für das Franchise aus Denver wurde der Tscheche am 19. Juli 2003 zusammen mit Éric Messier zu den Florida Panthers transferiert, Colorado erhielt im Gegenzug Peter Worrell und einen Zweitrunden-Draftpick für den NHL Entry Draft 2004. In Florida pendelte der Stürmer ständig zwischen NHL-Team und Farmteam und kam so auf lediglich 32 Einsätze für die Panthers sowie 21 Spiele für die San Antonio Rampage in der AHL.
Während des Lockouts in der NHL-Saison 2004/05 kehrte Václav Nedorost in seine Heimat zurück und lief für Bílí Tygři Liberec auf, in der Saison darauf absolvierte er auf Grund einer Verletzung kein einziges Spiel. Nach seiner Verletzung kehrte er nicht mehr in die NHL zurück, sondern blieb in der tschechischen Extraliga und kehrte in der Saison 2006/07 für eine Spielzeit zum HC České Budějovice zurück, wo er bereits in seiner Jugend gespielt hatte.
Nach Ablauf der Saison unterschrieb Nedorost wieder einen Vertrag in Liberec über drei Jahre, den er erfüllte, nennenswerte Erfolge blieben allerdings aus. Am 19. Mai 2010 unterzeichnete der Angreifer einen Einjahresvertrag bei Metallurg Nowokusnezk aus der Kontinentalen Hockey-Liga. Nach einem Jahr in Nowokusnezk wechselte Nedorost innerhalb der KHL zum HC Lev Poprad, wiederum ein Jahr später zum HK Donbass Donezk. Beim HK Donezk war er in der Saison 2012/13 Mannschaftskapitän und gewann mit dem Klub den IIHF Continental Cup.
Im Sommer 2014 zog sich der HK Donbass aufgrund der instabilen Lage in der Ostukraine vom Spielbetrieb der KHL zurück und Václav Nedorost wechselte daher Anfang August 2014 zum HC Slovan Bratislava.
Nach drei Jahren bei Slovan Bratislava kehrte Nedorost im Mai 2017 zu seinem Heimatverein zurück.

### International
Bei der Eishockey-Weltmeisterschaft der Junioren 2000 lief er sowohl für die U18- als auch die U20-Junioren der tschechischen Eishockeynationalmannschaft auf. Mit der U20-Auswahl gewann er die Goldmedaille, diesen Erfolg konnte er ein Jahr später wiederholen. 
Ein Einsatz bei Herren-Weltmeisterschaften blieb ihm bisher verwehrt – er vertrat sein Land im Herrenbereich bisher ausschließlich bei Turnieren der Euro Hockey Tour und bei Vorbereitungsspielen.

## Erfolge und Auszeichnungen
- 2000 Goldmedaille bei der U20-Junioren-Weltmeisterschaft
- 2000 Rookie des Jahres der Extraliga
- 2001 Goldmedaille bei der U20-Junioren-Weltmeisterschaft
- 2013 Gewinn des IIHF Continental Cup mit dem HK Donbass Donezk

## Karrierestatistik

### International
(Legende zur Spielerstatistik: Sp oder GP = absolvierte Spiele; T oder G = erzielte Tore; V oder A = erzielte Assists; Pkt oder Pts = erzielte Scorerpunkte; SM oder PIM = erhaltene Strafminuten; +/− = Plus/Minus-Bilanz; PP = erzielte Überzahltore; SH = erzielte Unterzahltore; GW = erzielte Siegtore; 1 Play-downs/Relegation; Kursiv: Statistik nicht vollständig)